# ۱۷۸ (میلادی)
۱۷۸ (میلادی) صد و هفتاد و هشتمین سال تقویم میلادی است.

## درگذشتگان
‎